# Modelo hipostático de la personalidad

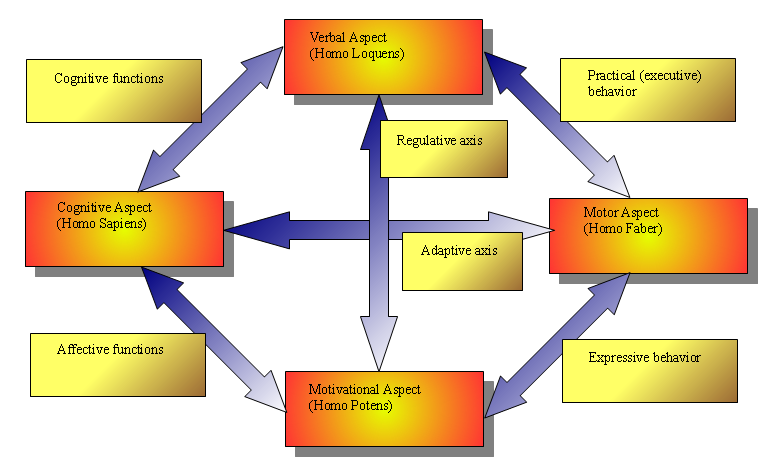
Modelo hipostático de la personalidad.

El modelo hipostático de la personalidad es una manera de ver las múltiples facetas 
del carácter de una persona. El modelo dice que una persona puede comportarse de muchas 
maneras, dependiendo de cómo es esa persona, sino también de cómo alguien mira a esa 
persona. El modelo también afirma que las personas no son de un solo lado, 
pero cada persona es un poco de todo. Por ejemplo, alguien puede ser malo hoy, y mañana 
puede ser bueno. Cómo alguien aparece también depende de las cosas y la gente alrededor de 
él o ella. Por ejemplo, a veces la persona más cobarde puede convertirse en el héroe más 
grande, si es llamado a salvar la vida de alguien. Todas estas "partes" de una persona debe 
ser conocido por los científicos para que puedan cambiar los para mejor.